# Jack Frost

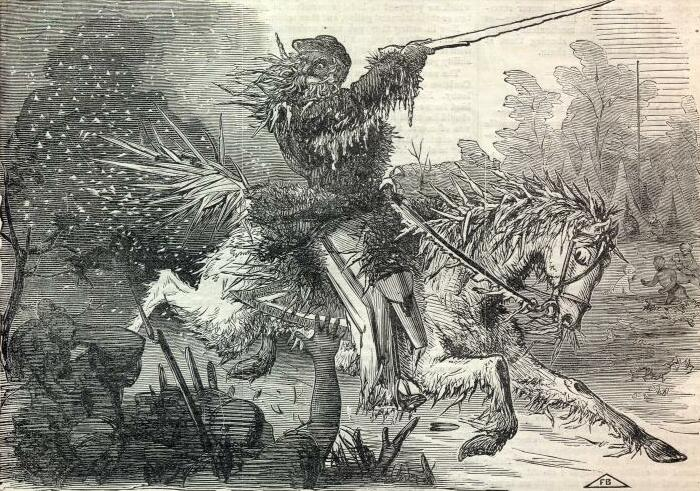
Caricatură din sec. XIX reprezentându-l pe Jack Frost ca pe un general-maior al Statelor Unite în timpul Războiului Civil American.

Jack Frost (de asemenea cunoscut sub numele de Tatăl Iernii) este un personaj legendar aparținând folclorului din nordul Europei. Se crede ca acest mit vine de la anglo-saxoni și nordici. Sarcina sa este de a face zăpadă pentru a veni iarna. El pune chiciură pe geamurile ferestrelor și schimbă toamna culoarea frunzelor. Uneori, apare în ficțiune în calitate de gestionar al Crăciunului, ajutându-l pe Moș Crăciun.
Jack Frost este, în general, foarte prietenos, dar dacă este provocat, își poate ucide victimele acoperindu-le cu zăpadă. 